# Буксгайм (Швабія)
Буксгайм (нім. Buxheim) — громада в Німеччині, знаходиться в землі Баварія. Підпорядковується адміністративному округу Швабія. Входить до складу району Унтеральгой.
Площа — 10,25 км2. Населення становить 3225 ос. (станом на 31 грудня 2020).